# John Arundel (Eishockeyspieler)
John O’Gorman Arundel (* 4. November 1927 in Winnipeg, Manitoba; † 19. September 2002 in Kemptville, Ontario) war ein kanadischer Eishockeyspieler, der in der Saison 1949/50 insgesamt drei Spiele für die Toronto Maple Leafs in der National Hockey League bestritten hat.

## Karriere
John Arundel begann seine Karriere als Eishockeyspieler in der Ontario Hockey Association, in der er von 1944 bis 1946 aktiv war. Je ein Jahr stand er bei den St. Michael’s Majors und den Oshawa Generals unter Vertrag. Es folgten zwei Jahre in der Manitoba Junior Hockey League, in denen der Verteidiger für die Winnipeg Monarchs auf dem Eis stand. Nach einer Spielzeit bei den Sydney Millionaires spielte der Kanadier in der Saison 1949/50 drei Mal für die Toronto Maple Leafs aus der National Hockey League, so wie 34 Mal für die Pittsburgh Hornets aus der American Hockey League. Zu weiteren Einsätzen kam er in der Pacific Coast Hockey League bei den Los Angeles Monarchs.
Seine weiteren Stationen als Eishockeyspieler bis zu seinem Karriereende waren ausnahmslos Teams aus mittelstarken Ligen. Auf je eine Spielzeit bei den St. Michael’s Monarchs und den Saint John Beavers folgten drei Jahre bei den Ottawa Senators in der Quebec Senior Hockey League (1952 bis 1955). Seine Karriere beendete Arundel schließlich 1954/55 bei den Sudbury Wolves in der Northern Ontario Hockey Association.

## Erfolge und Auszeichnungen
- 1948 MJHL First All-Star Team